# Paracentrobia bharatpurensis
Paracentrobia bharatpurensis är en stekelart som beskrevs av Yousuf och Shafee 1988. Paracentrobia bharatpurensis ingår i släktet Paracentrobia och familjen hårstrimsteklar. Inga underarter finns listade i Catalogue of Life.